# Wisconsin-Plateau
Das Wisconsin-Plateau ist ein großes, eisbedecktes Hochplateau, das mit einer Höhe von über 2800 m die höher gelegenen Abschnitte der Wisconsin Range in den Horlick Mountains umfasst. Im Osten und Südosten fällt es über kleine Geländestufen aus Eis auf das Niveau des zentralen Polarplateaus ab, im Norden und Westen wird es durch steil abfallende Kliffs von bis zu 1000 m begrenzt. 
Kartografisch erfasst wurde das Gebiet durch den United States Geological Survey und durch Luftaufnahmen der United States Navy aus den Jahren 1960 bis 1964. Das Advisory Committee on Antarctic Names benannte es 1967 in Verbindung mit der Wisconsin Range nach der University of Wisconsin–Madison, die zahlreiche Forscher nach Antarktika entsandte.